# Billy Graham (Boxer)
Billy Graham (* 9. September 1922 in New York City, New York; † 22. Januar 1992) war ein US-amerikanischer Boxer im Weltergewicht. Er hatte eine lange Karriere (1941–1955). Obwohl er nie einen Weltmeistertitel innehatte, wurde er im Jahr 1987 in die World Boxing Hall of Fame und 1992 sogar in die International Boxing Hall of Fame gewählt.